# Abubakar Shekau
Abubakar Shekau, alias « Darul Tawhid », alias « Abacha Abdullahi Geidam », alias « Damasack », né entre 1965 et 1975, dans le village de Shekau, dans l'État de Yobe, au Nigéria, et mort le 19 mai 2021 dans la forêt de Sambisa, est un djihadiste et un terroriste nigérian, chef de Boko Haram de 2009 à 2021. 
En 2009, après la mort de Mohamed Yusuf, Shekau prend la tête du Groupe sunnite pour la prédication et le djihad, dit « Boko Haram », et relance l'insurrection djihadiste dans le nord-est du Nigeria. En 2014, son groupe s'empare de plusieurs villes et prend le contrôle d'une large partie de l'État de Borno, avant d'être finalement repoussé et de retourner à la guérilla en 2015 à la suite d'une contre-offensive de l'armée nigériane et d'une intervention militaire de l'armée tchadienne. Lors de cette période, Boko Haram commet des massacres de grande ampleur et commet des attentats aveugles qui provoquent la mort de milliers de victimes civiles.
En 2015, Shekau prête allégeance à l'État islamique et devient le chef de la « Province de l'Afrique de l'Ouest » du califat. Mais jugé trop extrémiste par l'État islamique, il est destitué en août 2016 et remplacé par Abou Mosab al-Barnaoui (Habib Yusuf), le fils aîné du fondateur du mouvement.  Il trouve la mort dans la forêt de Sambisa, lors de combats contre l'État islamique en Afrique de l'Ouest.

## Biographie

### Jeunesse
Abubakar Shekau naît dans le village de Shekau, dans l'État de Yobe au nord-est du Nigeria. Sa date de naissance n'est pas connue, il pourrait être né en 1965, 1969 ou 1975. Il grandit dans un quartier défavorisé de Maiduguri, dans le nord-est du Nigeria. Appartenant au peuple Kanouri, il parle également l'haoussa, l'arabe et l'anglais. Après une jeunesse dissolue, il rencontre au début des années 2000 le prédicateur Mohamed Yusuf, qui a fondé en 2002 le mouvement islamiste Boko Haram. Shekau devient alors un prédicateur très populaire dans l'État de Borno.
Après l'exécution de Mohamed Yusuf en 2009, lors de l'insurrection de Maiduguri, Boko Haram entre dans la clandestinité. Shekau réapparaît en juillet 2010 dans un enregistrement vidéo dans lequel il se proclame chef de Boko Haram, qui prend le nom officiel de « Groupe sunnite pour la prédication et le djihad »,. Sous l'influence de Shekau, Boko Haram, passe du statut de secte à celui de groupe armé,. 
Selon Élodie Apard, chercheuse à l'Institut français de recherche en Afrique, à partir de l'année 2010 ; « le discours du nouveau leader change ; ses propos deviennent outranciers, parfois vulgaires, mais participent d’une stratégie de communication réfléchie. [...] Les paroles de Shekau n’ont certainement plus la profondeur religieuse des prêches de Yusuf et peuvent être perçues comme l’expression d’une folie meurtrière sur fond de djihad globalisé. Pour autant, Shekau développe sa propre rhétorique, passe maître dans l’art de la provocation, et exploite sciemment un besoin local de revanche sociale. Dénigrer, ridiculiser et insulter les plus hautes autorités du pays – politiques comme religieuses – à qui sont habituellement réservées éloges et manifestation de déférence – lui assure une certaine popularité, d’autant qu’il surexploite le registre de la grossièreté et confère ainsi une dimension comique à ses propos. Au nord Nigeria, la masse invisible, oubliée des politiques gouvernementales, délaissée par des élites corrompues, est lassée de subir des inégalités qui s’aggravent ; les diatribes de Shekau offrent une caisse de résonance à sa rancœur ».

### Rébellion de Boko Haram au Nigeria
À partir d’avril 2011, le groupe multiplie les attentats à la bombe contre des églises chrétiennes, des gares, des hôtels, débits de boisson et des bâtiments officiels. Dans une vidéo mise en ligne en janvier 2012, Abubakar Shekau prône une guerre sans merci contre les politiques, les policiers et surtout les chrétiens, notamment le président nigérian Goodluck Jonathan. Le 21 juin 2012, la tête d'Abubakar Shekau est mise à prix par le Département d'État des États-Unis pour sept millions de dollars. L'armée nigériane offre une récompense de 50 millions ₦ (soit environ 300 000 $) pour tous ceux qui donnent des indices menant à l'arrestation de Shekau.
Le 19 août 2013, l'armée nigériane annonce qu'il « est très probable que Shekau soit mort entre le 25 juillet et le 3 août » mais précise qu'elle doit encore en obtenir confirmation. Mais d'après une vidéo visionnée par l'Agence France-Presse le 25 septembre, Abubakar Shekau fait savoir qu'il est toujours vivant.
Boko Haram rend publiques, à plusieurs reprises, des vidéos dans lesquelles Abubakar Shekau revendique plusieurs attaques commises par ses hommes. Le 4 novembre 2013, il revendique ainsi l'attaque des postes de police de Damaturu. Celle-ci avait eu lieu le 24 octobre et les affrontements avaient fait des dizaines de morts. Le 12 décembre 2013, il revendique l'attaque d'une caserne de l'armée nigériane à Maiduguri. Le 24 mars 2014, il revendique l'attaque de la caserne de Giwa et la libération de 2 000 prisonniers qui y étaient détenus. Cependant beaucoup sont repris par l'armée nigériane, et environ 600 sont massacrés par les militaires selon Amnesty International. La bataille avait également fait 207 morts du côté des islamistes selon l'armée nigériane.
Le 19 avril 2014, Abubakar Shekau, revendique le premier attentat de Nyanya ayant fait 75 morts et 141 blessés. Il déclare en s'adressant à Goodluck Jonathan : « Nous sommes ceux qui ont organisé l’attentat d’Abuja. […] Nous sommes dans votre ville mais vous ne savez pas où ». Le 5 mai 2014, Boko Haram revendique l'enlèvement mi-avril de plus de 200 lycéennes dans le nord-est du Nigéria. Abubakar Shekau, dans une vidéo de 57 minutes obtenue par l'AFP, déclare : « J'ai enlevé vos filles. Je vais les vendre au marché, au nom d'Allah. » En date de la revendication, certaines des 200 lycéennes auraient déjà été vendues pour 12 $ chacune, afin d'être, selon les dires du leader islamiste, « traitées en esclaves » et « mariées de force ». D'après lui, « l’éducation occidentale doit cesser » et les filles « doivent quitter (l’école) et être mariées ».

### Annonces de la mort de Shekau
Abubakar Shekau est annoncé mort à de nombreuses reprises par l'armée nigériane, mais ces affirmations sont à chaque fois démenties. Le 20 août 2013, l'armée nigériane affirme que Shekau est probablement mort de ses blessures reçues au cours d'affrontement avec les forces de sécurité du pays. D'après Sagir Musa, porte-parole de l'armée, citant des sources du renseignement, Abubakar Shekau est blessé le 30 juin  dans un affrontement qui a lieu dans la forêt de Sambisa, au nord-est du Nigeria. Le communiqué affirme alors que : « Shekau a été mortellement blessé au cours de l'affrontement et il a été transporté à Amitchide, une ville frontalière au Cameroun, pour y être soigné. […] Shekau y est probablement mort entre le 25 juillet et le 3 août. » L'information se révèle être fausse et Shekau apparaît dans une vidéo quelques semaines plus tard.
Le 19 septembre 2014, l'agence de renseignement nigériane affirme que Shekau a été tué au cours de combats autour de Konduga au nord-est du Nigeria. L'armée nigériane affirme sur Twitter que 60 membres de Boko Haram ont été tués et qu'un de ses dirigeants a été tué à Konduga.
La mort de Shekau, déjà été annoncée deux fois depuis 2009 par des sources sécuritaires, est confirmée officiellement pour la première fois par l'armée nigériane par l'intermédiaire de son porte-parole, le major-général Chris Olukolade lors d'une conférence de presse à Abuja le 24 septembre 2014. Mais les preuves apportées sont jugées insuffisantes par les États-Unis. Le 2 octobre 2014, Aboubakar Shekau apparaît dans une nouvelle vidéo diffusée par Boko Haram, et où il affirme être toujours en vie
Le 23 août 2016, l'armée nigériane annonce encore une fois que Sekau a été « gravement blessé » lors d'un raid mené le 19 août dans la forêt de Sambisa,,. Mais la nuit du 24 au 25 septembre, Boko Haram diffuse une nouvelle vidéo où Abubakar Shekau dément ces affirmations et déclare aller « parfaitement bien » et être « en bonne santé et en sécurité »,

### Allégeance à l'État islamique
Dans une vidéo diffusée le 13 juillet 2014, Abubakar Shekau apporte son soutien à la fois à Abou Bakr al-Baghdadi, calife de l'État islamique, Ayman al-Zaouahiri, émir d'Al-Qaïda et au Mollah Omar, chef des Taliban. En décembre 2014, Shekau annonce vouloir instaurer « un Sultanat de Dieu », selon Élodie Apard : « c'est la première formulation claire d’une ambition politique visant à la création d’une entité étatique ». Le 5 janvier 2015, Shekau annonce son intention de reconquérir les anciens territoires du Califat de Sokoto,. Une dizaine de jours plus tard, dans une nouvelle vidéo, Abubakar Shekau expose sa doctrine idéologique et se réfère à Ibn Taymiyya et Mohammed ben Abdelwahhab. Selon Romain Caillet, chercheur à l'Institut français du Proche-Orient, au regard de cet exposé il apparaît que Boko Haram « n'est donc pas un groupe jihadiste foncièrement différent de ceux du Moyen-Orient ».
Le 7 mars 2015, Abubakar Shekau annonce prêter allégeance à Abou Bakr al-Baghdadi, calife de l'État islamique. Le 12 mars, l'EI déclare accepter l'allégeance de Boko Haram.
Selon Idriss Déby, Abubakar Shekau est présent à Dikwa lors de la bataille du 2 mars 2015 et prend la fuite après la défaite de ses hommes. Le président tchadien déclare alors « Il a intérêt à se rendre, nous savons là où il est. S'il refuse de se rendre, il va subir le même sort que ses camarades ». Le 15 mars, à Gwoza, les djihadistes massacrent leurs femmes avant d'abandonner la ville à l'armée nigériane. Selon des témoins, l'ordre aurait été donné par Abubakar Shekau lui-même, afin de « pouvoir les retrouver au paradis ».

### Destitution
Dans les mois qui suivent son allégeance, Abubakar Shekau n'apparaît plus dans les vidéos de propagande djihadistes. Progressivement, il est écarté par l'État islamique en raison de son « extrémisme » (ghoulou en arabe). Selon le journaliste Wassim Nasr, contrairement au commandement de l'EI, Shekau estime que les musulmans qui vivent sans se révolter dans des « territoires de mécréants », deviennent eux-mêmes des mécréants et donc des cibles, en prenant pour exemple la population de Maiduguri. De plus, pendant une prière de la fête de l'Aïd, Shekau fait assassiner deux commandants militaires et un chef religieux de l'État islamique.
Selon les déclarations en juin 2016 du général Thomas Waldhauser, chef des forces américaines en Afrique, la moitié des membres de Boko Haram auraient fait sécession et n'obéiraient plus à Abubakar Shekau. Ils reprocheraient à ce dernier de ne pas suivre les consignes de l'État islamique, notamment d'être resté sourd aux exigences de l'EI de mettre fin aux attentats-suicides commis par des enfants. 
Le 2 août, l'État islamique présente Abou Mosab al-Barnaoui comme le wali et chef de ses forces en Afrique de l'Ouest. Shekau répond le 3 août dans un communiqué audio dans lequel il refuse sa destitution. S'il reconnaît toujours Abou Bakr al-Baghdadi comme le « calife des musulmans », il critique Abou Mosab al-Barnaoui qu'il qualifie de « déviant » et affirme qu'il a été « trompé » et qu'il ne veut plus « suivre aveuglément » certains émissaires de l'EI : « Par ce message, nous voulons affirmer que nous n'accepterons plus aucun émissaire, sauf ceux vraiment engagés dans la cause d'Allah »,. Selon Romain Caillet, l'État islamique en Afrique de l'Ouest s'est divisé en deux tendances : « Une tendance qui se rallie derrière Abubakar Shekau, qui est la plus dure et une tendance qui va paradoxalement être un peu moins radicale, un peu moins extrémiste et qui est justement cette tendance qui s’est ralliée à l’Etat islamique. C’est-à-dire que contrairement à tout ce qu’on pouvait dire, finalement les partisans de Shekau sont les partisans de la ligne ultra radicale absolue »,.
La faction de Shekau conserve comme fief la forêt de Sambisa, tandis que la faction de Barnaoui s'implante au nord-est de Maiduguri et dans la région du lac Tchad,,. Selon Wassim Nasr, la plupart des combattants de l'EI en Afrique de l'Ouest prennent le parti d'al-Barnaoui. Ce que confirment les services de renseignements nigérians.
Le 7 août, Abubakar Shekau apparaît avec plusieurs de ses combattants dans une vidéo dans laquelle ils dénoncent le « dogme déviant » d'Abou Mosab al-Barnaoui mais affirment qu'ils ne le combattront pas. Shekau se présente comme le chef du « Groupe sunnite pour la prédication et le djihad », ancien nom de Boko Haram, et affirme qu'il continue la lutte contre les « mécréants » en menaçant les Nations unies, les États-Unis, la France et l'Allemagne. Il déclare faire « du combat contre le Nigeria et le monde entier une responsabilité personnelle »,,,,,.
Quelques jours plus tard, des combats éclatent entre l'État islamique et le Groupe sunnite pour la prédication et le djihad. Ces premiers affrontements tournent à l'avantage des partisans de Barnaoui qui chassent les partisans de Shekau de plusieurs villages. Un habitant, Mele Kaka, témoigne à l'AFP :  « Après chaque attaque, les combattants de Barnaoui ont dit aux villageois que leurs rivaux du clan Shekau s’étaient éloignés du vrai « jihad », qu’ils tuaient des innocents, pillaient leurs biens et brûlaient leurs maisons [...] des actes contraires aux enseignements de l’islam ». Le Groupe sunnite pour la prédication et le djihad publie une nouvelle vidéo la nuit du 24 au 25 septembre, dans laquelle Abubakar Shekau maintient ses positions mais continue de reconnaître la légitimité de l'État islamique et d'Abou Bakr al-Baghdadi, avec lequel il ne souhaite pas rompre.
En février 2017, Abubakar Shekau annonce dans un enregistrement avoir fait tuer l'un de ses lieutenants, Abu Zinnira, aussi appelé Tasiu, en accusant ce dernier d'avoir cherché à le renverser avec l'aide d'un autre commandant, Baba Ammar, d'avoir mené des combats sans son autorisation et d'avoir fait courir le bruit qu'il n'était plus capable de mener l'insurrection.

### Mort
Le 20 mai 2021, l'AFP indique que selon deux sources proches des services de renseignement, Abubakar Shekau aurait été grièvement blessé lors de combats dans la forêt de Sambisa, entre son groupe et l'État islamique en Afrique de l'Ouest. Le lendemain, une enquête du Wall Street Journal, soutenue par de nombreux rapports de fonctionnaires nigérians, confirme la mort du terroriste. Il aurait été tué le 19 mai, dans le village de Nainawa, où son corps est enterré pendant la nuit.
Début juin 2021, Abou Mosab al-Barnaoui, le chef de l'État islamique en Afrique de l'Ouest (ISWAP), affirme dans un document audio qu'Abubakar Shekau est mort : « Shekau a préféré l'humiliation dans l'au-delà à l'humiliation sur Terre. Il s'est donné la mort en déclenchant un explosif »,. Dans cet enregistrement, Barnaoui déclare que Shekau a été surpris dans une maison de la forêt de Sambisa : « Il a battu en retraite et s'est échappé, errant à travers la brousse pendant cinq jours. Néanmoins les combattants (de l'Iswap) ont continué à le chercher et à le traquer jusqu'à ce qu'ils soient capables de le localiser. Après l'avoir débusqué dans la brousse, les combattants d'Iswap l'ont sommé, lui et ses partisans, de se repentir, mais Shekau a refusé et s'est donné la mort. [...] Nous sommes tellement heureux, [...] Shekau est quelqu'un qui s'est rendu coupable d'un terrorisme et d'atrocités inimaginables ».
Le 16 juin, Boko Haram reconnaît la mort d'Abubakar Shekau, par un message vidéo envoyé à l'AFP dans lequel s'exprime Bakura Modu, dit "Sahaba", le nouveau chef présumé du groupe.